# Зверевская
Зверевская — река в Восточной Сибири, приток реки Енисей. Протекает по территории Таймырского Долгано-Ненецкого района Красноярского края. Протяжённость реки составляет 18 км.
Начинается в безлесой тундре между озером Пайто и истоками рек Пайяха и Пайсаля. Течёт в северо-восточном направлении. Впадает в реку Енисей слева на расстоянии 31 км от её устья на уровне моря. Ширина реки в низовьях — 7 метров, глубина — 0,7 метра.
Основной приток — река Пайтосё — впадает справа в 7 км от устья.

## Данные водного реестра
По данным государственного водного реестра России относится к Енисейскому бассейновому округу, водохозяйственный участок реки — Енисей от в/п г. Игарка до устья без р. Хантайка от истока до Усть-Хантайского г/у, речной подбассейн реки — Енисей ниже впадения Нижней Тунгуски. Речной бассейн реки — Енисей.
Код объекта в государственном водном реестре — 17010800412116100115017.